# Vieska (district de Veľký Krtíš)
Vieska (hongrois : Tótkisfalu) est un village de Slovaquie situé dans la région de Banská Bystrica.

## Histoire
La première mention écrite du village date de 1447.

## Démographie

### Évolution de la population
| Année:               | 1994. | 2004.   | 2014.   | 2024.    |
| -------------------- | ----- | ------- | ------- | -------- |
| Nombre de personnes: | 199   | 208     | 219     | 188      |
| Différence:          |       | +4,52 % | +5,28 % | -14,15 % |

| Année:               | 2023. | 2024.   |
| -------------------- | ----- | ------- |
| Nombre de personnes: | 186   | 188     |
| Différence:          |       | +1,07 % |